# Koi koi

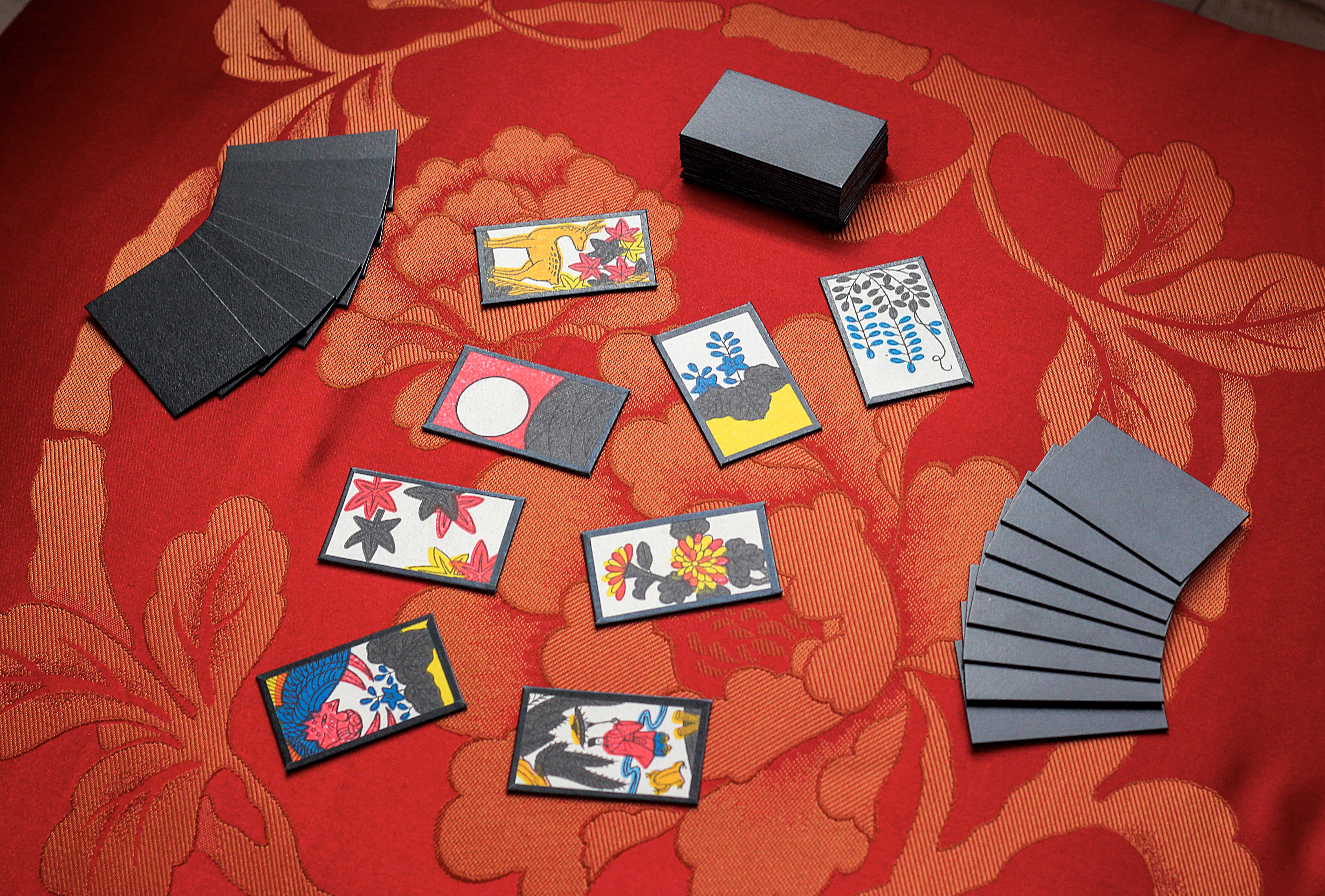
Esta fotografía muestra un montaje típico de hanafuda para el juego de Koi-Koi, encima un zabuton rojo con un dibujo de peonía. Esta configuración se llama "te hachi ba hachi" (8 cartas en la mano, 8 cartas en el campo).

El Koi koi (こいこい?) es un juego de naipes de origen japonés para dos personas que se juega con la baraja hanafuda.
Se engloba entre los juegos de pesca, en los que se hacen parejas combinando las cartas de la mano o del mazo con las cartas expuestas en la mesa.
Para este juego no se tiene en cuenta la puntuación de cada carta sino su tipo. 
La carta del rayo (que en unos juegos de Hanafuda es especial y en otros básica) en Koi koi es una carta básica.

## La pesca
Para pescar, el jugador debe coger una carta y emparejarla con otra del mismo mes, en ese caso las dos cartas (cebo y pescado) van a su parte de cartas ganadas. Las cartas ganadas se ponen boca arriba frente a cada jugador, para que ambos puedan ver las combinaciones que tiene o que puede lograr.
Si hubiera dos cartas en la mesa del mismo mes y el jugador usa una (de su mano o del mazo) para pescar, deberá elegir una de las dos; la otra se quedará en el centro de la mesa.
Si hubiera tres cartas del mismo mes en el centro de la mesa y el jugador juega la carta restante de ese mes (de su mano o del mazo), al pescar cogerá las cuatro cartas.

## Objetivo
Para ganar se debe obtener el mayor número de puntos posible, intentando ganar todas las rondas que se pueda, ya que sólo se puntúa cuando se gana la ronda. Una partida consta de 12 rondas (cada una con el nombre de un mes del año, de enero a diciembre), si bien es posible jugar partidas más reducidas de 9, 6 o 3 rondas.

## Inicio
Se dispone una carta de cada palo (12 en total) boca abajo y cada jugador toma una. El que obtenga la carta del mes más cercano a enero es llamado “padre” y es el que comienza. Después, quien gane una ronda será padre en la siguiente; en caso de empate el padre es el mismo que empezó la ronda.

### Reparto
Para comenzar el juego se reparten ocho cartas a cada jugador, se ponen ocho descubiertas en la mesa y al lado el mazo de cartas restantes. Las cartas suelen repartirse de cuatro en cuatro: primero se ponen cuatro descubiertas en el centro de la mesa, luego se dan cuatro al jugador “padre” y luego otras cuatro al otro jugador; esto se repite otra vez, completando las 8 cartas.

## El Juego
Al inicio de cada ronda ambos jugadores miran sus cartas, y si alguno tiene cuatro del mismo palo o cuatro parejas (cada una de un mes) gana la ronda automáticamente con 6 puntos; una vez que han revisado sus cartas y no ocurre esto comienzan las rondas.
Es importante declarar que ocurre esto ya que la táctica de no hacerlo y jugar las cartas que uno tiene poniéndolas y pescándolas a continuación, aparte de ser una trampa, no tiene muchas posibilidades de traer la victoria con una puntuación superior a 6 puntos.

### El turno
El turno se compone de los siguientes pasos:
- Con una de las cartas de su mano el jugador intenta pescar una carta expuesta, y, si eso es posible, ambas cartas van a su parte de cartas ganadas. Las cartas ganadas se ponen boca arriba frente a cada jugador,  para que ambos puedan ver las combinaciones que tiene o que puede lograr.

Si no se puede o no se desea usar una carta que pueda pescar otra, entonces simplemente se debe dejar una carta en la zona de cartas a pescar.
- Posteriormente, y con independencia de lo que haya ocurrido en la primera fase (se haya pescado o no), el jugador toma ahora una carta del mazo, la pone boca arriba y trata de emparejarla con una de la mesa. Al igual que en la primera fase, si el emparejamiento es posible ambas cartas pasan a ser posesión del jugador, y si no, se debe dejar la carta que acaba de ser cogida del mazo en el centro de la mesa junto al resto de cartas pescables.

- El otro jugador repite estos pasos, y así alternativamente hasta que un jugador cierre el juego o se acaben las cartas de las manos sin que haya nadie conseguido una combinación, lo que sería un empate y dejaría al mismo jugador de “padre”.

### Cerrar el juego
Cuando un jugador ha conseguido una combinación con las cartas que tiene expuestas en su zona de cartas ganadas puede cerrar el juego (lo que hace que se pueda apuntar los puntos conseguidos y que termine la ronda) o puede pedir Koi koi.

### Koi Koi
Cuando se pide Koi koi el jugador que ha obtenido una combinación continúa jugando hasta conseguir otra y sumarla a la ya conseguida o intenta mejorar la combinación inicial. En cualquiera de los dos casos esto termina la ronda, porque no se puede pedir un segundo Koi koi. Si no lo consigue antes de que se les acaben las cartas a los dos jugadores sólo puntuará la combinación inicial.
Pero el riesgo es que el otro jugador consiga una combinación mientras tanto, lo que da por terminada la ronda automáticamente, y da al jugador que venció al otro en su Koi koi los puntos de la combinación que ha conseguido multiplicados por dos (este jugador no puede a su vez pedir otro Koi koi).
"Koi koi" significa ¡ven, ven!, y expresa el deseo del jugador de conseguir otra combinación o mejorar la existente para ganar más puntos.

### Puntuación
Cuando el total de combinaciones suma 7 puntos o más se multiplican por 2 los puntos, además se puede conseguir multiplicar por 4 la puntuación si se logra ganar al otro jugador en su Koi koi con 7 puntos o más. 
Se puede multiplicar la suma de las combinaciones por dos o por cuatro,  no habiendo ninguna manera de mejorar aún más este multiplicador.

## Tipos de carta
- Las "cartas de luz" se dividen en secas y mojadas, sólo hay una carta de luz "mojada" (que es la del Hombre de la Lluvia, del palo del mes de noviembre) y cuatro cartas de luz "secas".
- Las cartas de tierra tienen un animal o un objeto, hay dos objetos,  la copa de sake y el puente,  las demás tienen animales.
- Las cartas de cinta son las que tienen alguna cinta, dividiéndose éstas en rojas (rojas poéticas), azules y cintas simples (rojas sin nada escrito en ellas).
- Las cartas básicas son todas las demás (24), por eso no aparecen en el cuadro ilustrativo.

| Tipo   | Cartas |
| ------ | ------ |
| Luz    |        |
| Tierra |        |
| Cinta  |        |

## Combinaciones(Yaku)(役)
Las combinaciones (Yaku) se dividen en varias categorías. Dentro de cada una de ellas sólo se puntúa por la combinación que dé más puntos, así que es posible conseguir una combinación de luz más otra de cintas, pero no se puede puntuar por cuatro luces y por cinco luces simultáneamente.

### Luz (光)
- Cinco luces (Gōko) (五光): Las cinco cartas de luz. 10 puntos
- Cuatro luces secas (Shiko) (四光): Las cuatro de luz sin la luz del sauce (Hombre de la Lluvia). 8 puntos
- Cuatro luces mojadas (Ame-Shiko) (雨四光): Cuatro cartas de luz incluyendo entre ellas la luz del sauce. 7 puntos
- Tres luces secas (Sanko) (三光): Tres cartas de luz sin poder ser ninguna la luz del sauce. 5 puntos

### Tierra (タネ)
- Jabalí, ciervo y mariposas (Ino-Shika-Cho) (猪鹿蝶): Las cartas de tierra de la peonía (junio), la aulaga o brezo (julio) y el arce (octubre). 5 puntos; cada carta de tierra adicional suma 1 punto extra.
- Tierra o Animales (Tane) (タネ): Cinco cartas de tierra. 1 punto; cada carta de tierra adicional suma 1 punto extra.

### Cintas (短)
- Rojas (Akatan) (赤短): Las tres cintas rojas poéticas. 5 puntos; cada carta de cinta adicional suma 1 punto extra.
- Azules (Aotan) (青短): Las tres cintas azules. 5 puntos; cada carta de cinta adicional suma 1 punto extra.
- Cintas (Tanzaku) (短冊): Cinco cartas de cinta. 1 punto; cada carta de cinta adicional suma 1 punto extra.

### Mensuales (月札)
- Cartas Mensuales (Tsuki-fuda) (月札): Cuatro cartas del mes que toca en el turno. La primera mano empieza en enero (cartas de pino), la siguiente, febrero (cartas del ciruelo), y así sucesivamente. 4 puntos.

En algunos lugares se juega sin esta combinación especial, se puede pactar antes de la partida si se permite esta combinación.

### Básicas (カス)
- Básicas (Kasu) (カス): Diez cartas básicas. 1 punto; cada carta básica adicional suma 1 punto extra.
  - Comodín (Bake-fuda) (化け札): La carta de tierra o animal del crisantemo (kiku) (キク) se toma en cuenta como comodín para completar la combinación, o yaku, de Kasu. 9 básicas + carta kiku. 1 punto; cada carta básica adicional suma 1 punto extra. En algunos lugares se juega sin la función del comodín de la carta de la copa de sake.

### Cuando no hay combinaciones (empate)
- Privilegio del padre (Oya-ken) (親権): En caso de empate, es decir cuando ningún jugador consigue un yaku, el "padre" (el que reparte por ganar el turno anterior o ser elegido por el azar en el primer turno) sigue siendo el mismo que reparte y no gana ningún punto.

Opcionalmente se puede pactar al inicio de la partida que en estos casos hay que asignarle 6 puntos.

### Combinaciones especiales
Estas combinaciones se componen de una carta de tierra y una de luz y pueden puntuarse simultáneamente:
- Un trago con las flores (Hanami-zake) (花見酒): Celebra el hanami, la costumbre japonesa de comer bajo los cerezos en primavera. Luz del cerezo (marzo) y copa de sake (carta de tierra del crisantemo, septiembre). 5 puntos
- Un trago con la luna (Tsukimi-zake) (月見酒): Celebra el tsukimi, la costumbre japonesa de cenar en el campo de noche en verano. Carta de la luna (agosto) y copa de sake. 5 puntos

La siguiente combinación es especialmente rara y por lo general no se toma en cuenta hasta que alguien acierte, tengamos en cuenta que Gōko necesita 5 cartas, pero esta requiere 6. 
- Cintas rojas poéticas y azules (Akatan, Aotan no Chōfuku) (赤短・青短の重複): Las tres cintas rojas escritas y las tres cintas azules. 10 puntos; cada carta de cinta adicional suma 1 punto extra.

En algunos lugares se juega sin estas combinaciones especiales. También se puede pactar usar una o varias de estas combinaciones antes de la partida.